# 중앙자활센터
중앙자활센터(中央自活센터, Central Self-Sufficiency Foundation ; CSSF)는 자활사업이 체계적으로 운영될 수 있도록 총괄 지원하여 저소득 취약계층의 자활을 촉진하고 빈곤없는 건강한 사회를 만들기 위하여 설립된 재단법인이다. 서울시 서대문구 충정로 13, 삼창빌딩 5층에 있다.

## 설립 근거
- 국민기초생활 보장법[5]

## 연혁
- 2008년 4월 법인 발족을 위한 실무 준비작업 추진 (중앙자활센터설립추진반 구성)
- 2008년 6월 중앙자활센터 법인설립 창립발기인 총회
- 2008년 7월 중앙자활센터 법인설립 허가 (국민기초생활보장법 제15조의 2 근거)
- 2008년 9월 전국단위 공동사업단 지원 (사회서비스선도사업 ‘돌봄서비스기관 프랜차이징’ 선정)
- 2008년 10월 전국지역자활센터 실무자 교육 진행 (16개 시·도)
- 2008년 11월 사회서비스선도사업 수행법인 (주)온케어 설립
- 2008년 12월 자활저널「자활읽기」창간호 발간. 마이크로그레딧 관리시스템 구축 및 관리운영자 지정 위탁 (보건복지가족부)
- 2009년 2월 보건복지가족부 성과관리형 자활시범사업 위탁
- 2009년 4월 마이크로그레딧 성과관리체계 구축 사업 및 수행기관 기술지원 사업 승인 (보건복지가족부)
- 2009년 7월 KT&G 사회공헌사업「미래희망돌봄사업」위탁 (145억원 지원)
- 2009년 8월 온라인경영지원콜센터 개소
- 2009년 9월 성과관리형 자활시범사업 지원시스템 개발 완료
- 2010년 2월 재단 사무실 이전 (서울특별시 중구 회현동 1가 194-15 인송빌딩 16층)
- 2010년 4월 희망키움통장 사업수행기관 지정 (사회복지공동모금회)
- 2010년 8월 자활생산품 DB시스템 구축 완료
- 2010년 12월 희망키움통장 사례관리시스템 구축
- 2011년 1월 재단 사무실 이전 (서울특별시 중구 충무로 4가 126-1 일흥빌딩 7층)
- 2011년 2월 ‘자활동향’ 제1호 발행
- 2011년 4월 대한석유협회 사회공헌사업「저소득 에너지효율화개선사업」위탁(10억원 지원)
- 2011년 6월 정부양곡배송사업단 발대식
- 2011년 12월 영양플러스 시범사업 실무자 교육
- 2012년 3월 자활연수원 착수보고대회
- 2013년 2월 중앙희망리본 TF팀 설치
- 2013년 3월 자활연수원 기공식
- 2013년 4월 자활생산품 디자인 지원
- 2013년 11월 자활생산품 유통 표준코드 지원
- 2014년 1월 지자체, 종사자 대상 자활사업 안내 교육. 자활사업 홍보영상(애니메이션) 제작 · 배포
- 2014년 3월 자활기업 정보등록 시스템 오픈
- 2014년 4월 자활사업 네트워크 대표 및 실무자 교육. 통전사업 전국자활기업 설립인정. 서로좋은가게 가맹점 교육
- 2014년 5월 자활종사자 대상 협동조합 실천가 양성과정 교육. 지역자활센터 실장단 및 센터장 연수
- 2014년 6월 포스코에너지지원 에너지효율개선사업 시작. ‘자활읽기’ 리더스클럽 구성
- 2014년 10월 지역자활센터 유형 및 기능 다변화 시범사업기관 선정 (6개 기관)
- 2014년 11월 지역자활센터 사회적협동조합 설립지원 컨설팅
- 2015년 5월 자활정보시스템 사업계획 승인 (보건복지부)
- 2015년 6월 자활기업정보 등록시스템 개편
- 2015년 10월 학술지 ‘자활과복지’ 창간호 발행. 한국문화예술교육원 연계 ‘문화예술교육사 활용사업’ 시작
- 2015년 11월 자활사례관리 사례관리 매뉴얼 발행
- 2015년 12월 2015 자활기업 백서 발간. 희망리본사업 종료
- 2016년 2월 자활정보시스템 자문단 구성
- 2016년 4월 지역자활센터 6개소 추가 (251개소로 확대)
- 2016년 5월 자활기업 창업실무과정 교육
- 2016년 6월 한국우편사업진흥원 쇼핑몰 자활생산품 입점
- 2016년 8월 자활정보시스템실 오픈. 자활사례관리 지원센터 확대(77개소), 자활인큐베이팅 사업(27개소) 실시
- 2017년 12월 서울시 서대문구 신촌로 155 해암빌딩 2층에서 서울시 서대문구 충정로 13, 삼창빌딩 5층으로 사무실 이전

## 주요 업무
- 자활 지원을 위한 조사·연구·교육 및 홍보 사업
- 자활 지원을 위한 사업의 개발 및 평가
- 제15조의3에 따른 광역자활센터, 제16조에 따른 지역자활센터 및 제18조에 따른 자활기업의 기술·경영 지도 및 평가
- 자활 관련 기관 간의 협력체계 및 정보네트워크 구축·운영
- 취업·창업을 위한 자활촉진 프로그램 개발 및 지원
- 제18조의2제2항 및 제3항에 따른 고용지원서비스 및 사회복지서비스의 대상자 관리
- 그 밖에 자활촉진에 필요한 사업으로서 보건복지부장관이 정하는 사업

## 조직

### 원장

#### 사무처장
- 운영지원팀
- 총괄기획팀
- 자립기반팀
- 자활정보팀

## 같이 보기
| - 서울광역자활센터 - 인천광역자활센터 - 경기광역자활센터 - 강원도광역자활센터 - 충북지역자활센터 - 대전광역자활센터 - 전북광역자활센터 - 광주광역자활센터 - 전남광역자활센터 - 대구광역자활센터 - 경북광역자활센터 - 경남광역자활센터 | - 강남지역자활센터 - 강북지역자활센터 - 강서구지역자활센터 - 관악봉천지역자활센터 - 관악지역자활센터 - 구로삶터지역자활센터 - 금천지역자활센터 - 도봉지역자활센터 - 동대문지역자활센터 - 동작지역자활센터 - 마포지역자활센터 - 서대문지역자활센터 - 서울관악지역자활센터 - 서울강동지역자활센터 - 서울강서지역자활센터 - 서울강서방화지역자활센터 - 서울광진지역자활센터 - 서울노원남부지역자활센터 - 서울노원북부지역자활센터 - 서울성동지역자활센터 - 서울중구지역자활센터 - 서초지역자활센터 - 성북지역자활센터 - 양천지역자활센터 - 영등포지역자활센터 - 용산지역자활센터 - 은평지역자활센터 - 종로지역자활센터 - 부평지역자활센터 - 인천계양지역자활센터 - 인천남구지역자활센터 - 인천서구지역자활센터 - 인천연수지역자활센터 - 인천중구지역자활센터 - 경기광명지역자활센터 - 경기김포지역자활센터 - 경기성남지역자활센터 - 경기만남지역자활센터 - 경기안산지역자활센터 - 고양지역자활센터 - 부천나눔지역자활센터 - 부천소사지역자활센터 - 수원우만지역자활센터 - 수원지역자활센터 - 수원희망지역자활센터 - 시흥일꾼지역자활센터 - 안성맞춤지역자활센터 - 안양지역자활센터 - 양주지역자활센터 - 오산지역자활센터 - 이천지역자활센터 - 평택지역자활센터 - 화성지역자활센터 | - 강원고성지역자활센터 - 강원양양지역자활센터 - 춘천지역자활센터 | - 충주지역자활센터 - 세종지역자활센터 | - 대덕구지역자활센터 - 대전동구지역자활센터 - 대전서구지역자활센터 - 대전중구지역자활센터 - 금산지역자활센터 - 보령지역자활센터 - 충남아산지역자활센터 - 충남홍성지역자활센터 - 태안지역자활센터 | - 부안지역자활센터 - 순창지역자활센터 - 완주지역자활센터 - 익산원광지역자활센터 - 익산지역자활센터 - 장수지역자활센터 - 전주덕진지역자활센터 - 전주지역자활센터 - 정읍지역자활센터 | - 광주광산어등지역자활센터 - 광주남구지역자활센터 - 광주북구희망지역자활센터 - 광주서구상무지역자활센터 - 담양지역자활센터 - 목포지역자활센터 - 영광지역자활센터 - 완도지역자활센터 - 장흥지역자활센터 - 나주지역자활센터 - 화순지역자활센터 | - 대구북구지역자활센터 - 대구서구지역자활센터 - 경북예천지역자활센터 - 경북칠곡지역자활센터 - 구미지역자활센터 - 봉화지역자활센터 - 상주지역자활센터 - 성주지역자활센터 - 영덕지역자활센터 - 영천지역자활센터 - 포항지역자활센터 | - 남구지역자활센터 - 부산동래지역자활센터 - 부산사하지역자활센터 - 부산수영지역자활센터 - 울산북구지역자활센터 - 경남밀양지역자활센터 - 고성지역자활센터 - 김해지역자활센터 - 남해지역자활센터 - 사천지역자활센터 - 산청지역자활센터 - 진주지역자활센터 - 통영지역자활센터 - 하동지역자활센터 | - 제주이어도지역자활센터 | - 한국자활재단 - 한국자활협회 - 한국자활후견기관협회 - 한국지역자활센터협회 |